# Tour de France Automobile 1971
Tour de France Automobile 1971 (16. Tour de France Automobile) – 16. edycja rajdu samochodowego Tour de France Automobilen rozgrywanego we Francji. Rozgrywany był od 17 do 25 września 1971 roku. Była to piętnasta runda Rajdowych Mistrzostw Europy w roku 1971.

## Klasyfikacja rajdu
| Miejsce                      | Kierowca                     | Pilot                        | Samochód                     | Czas                         | Strata                       |                              |
| Klasyfikacja generalna i ERC | Klasyfikacja generalna i ERC | Klasyfikacja generalna i ERC | Klasyfikacja generalna i ERC | Klasyfikacja generalna i ERC | Klasyfikacja generalna i ERC | Klasyfikacja generalna i ERC |
| ---------------------------- | ---------------------------- | ---------------------------- | ---------------------------- | ---------------------------- | ---------------------------- | ---------------------------- |
| 1.                           | Gérard Larrousse             | Johnny Rives                 | Matra Simca MS650 Spider     | 10:57:38.9                   | 0.0                          |                              |
| 2.                           | Jean-Pierre Jabouille        | Jean-Claude Guénard          | Ferrari 512 M                | 11:48:51.4                   | +51:12.5                     |                              |
| 3.                           | Claude Ballot-Léna           | Jean-Claude Morenas          | Porsche 911 S 2.4            | 11:54:05.6                   | +56:26.7                     |                              |
| 4.                           | Vic Elford                   | Max Kingsland                | Ferrari 365 GTB/4 Daytona    | 12:04:05.8                   | +1:06:26.9                   |                              |
| 5.                           | Jean-Marie Jacquemin         | Roland Mercier               | Porsche 911 S 2.4            | 12:05:39.2                   | +1:08:00.3                   |                              |
| 6.                           | Tony Fall                    | Mike Wood                    | BMW 2002 Ti                  | 12:14:33.1                   | +1:16:54.2                   |                              |
| 7.                           | Jean-François Piot           | Jim Porter                   | Ford Capri 2600 RS           | 12:17:46.0                   | +1:20:07.1                   |                              |
| 8.                           | Ennio Bonomelli              | Christian Beckers            | Porsche 911 S 2.4            | 12:23:59.9                   | +1:26:21.0                   |                              |
| 9.                           | Jean Egreteaud               | Jean Boissonet               | Porsche 911 S 2.2            | 12:25:27.7                   | +1:27:48.8                   |                              |
| 10.                          | Jean-Claude Andruet          | Claude Roure                 | Ferrari 365 GTB/4 Daytona    | 12:31:57.5                   | +1:34:18.6                   |                              |